# Wiktor Lwowitsch Körber

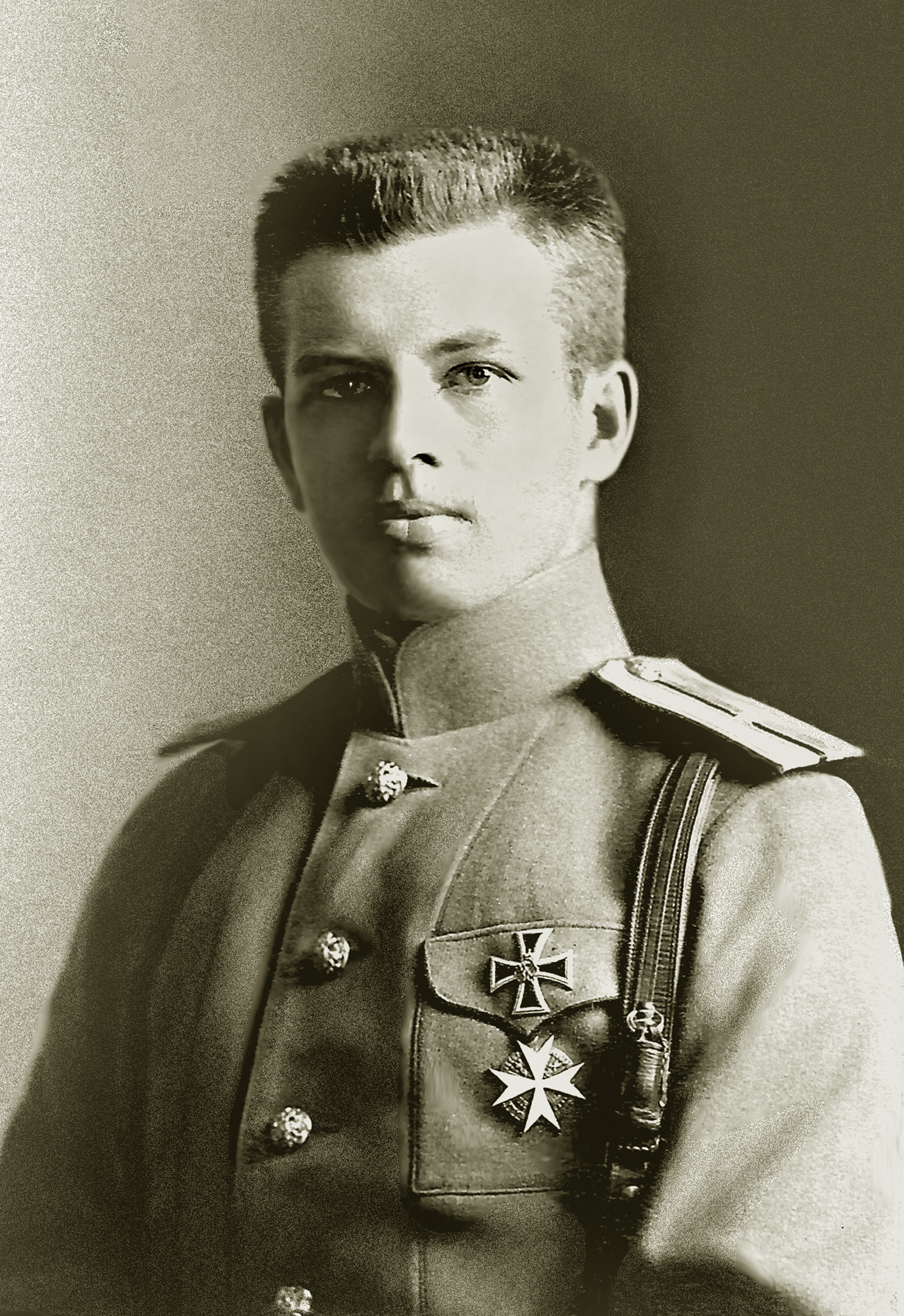
Praporschtschik Wiktor Lwowitsch Körber (1915)

Wiktor Lwowitsch Körber, geboren Victor Oskar von Körber, ab November 1916 Korwin-Körber, ab 1942 Korwin, (russisch Виктор Львович Кербер, Корвин-Кербер, Корвин; * 14. Dezemberjul. / 26. Dezember 1894greg. in Reval; † 17. Juli 1970 in Leningrad) war ein russisch-sowjetischer Flugzeugbauer.

## Leben
Körbers Vater Ludwig Körber war Vizeadmiral der Kaiserlich Russischen Marine. Der Großvater väterlicherseits Bernhard von Körber war Mediziner, während der Großvater mütterlicherseits Otto Theodor von Schultz Konteradmiral der Kaiserlich Russischen Marine war. Der Onkel Oskar Carl von Körber war Historiker. Da der Vater selten zu Hause war, half Wiktor Körber seiner Mutter Olga Augustina Gottliebe, geborene von Schultz (1866–1942), bei der Erziehung seiner jüngeren Brüder Leonid und Boris. 1902 trat er in die Vorbereitungsklasse des St. Petersburger deutschen Gymnasiums des Karl Johann May ein. Er begeisterte sich für die Fliegerei. Nach der ersten Luftfahrtwoche in St. Petersburg schloss sich Körber auf Initiative Nikolai Wiktorowitsch Fausseks mit anderen Gymnasiasten zum ersten russischen Schülerluftfahrtclub zusammen. Nachdem er die 8. Ergänzungsklasse abgeschlossen hatte, begann er 1912 das Studium am Kaiserlichen Institut für Verkehrsingenieure.
Zu Beginn des Ersten Weltkriegs trat Körber zur verkürzten Ausbildung in das St. Petersburger Kadettenkorps ein, aus dem er am 1. Mai 1915 als Praporschtschik ins Leibgarde-Jägerregiment entlassen wurde. Im Februar 1916 kam er als Podporutschik an die Front. Während der Brussilow-Offensive nahm er an den verlustreichen Kämpfen am Stochid teil. Im September 1916 erlebte er den Tod seines Vetters Jewgeni Jewgenjewitsch von Harff (Sohn des Generalleutnants Jewgeni Georgijewitsch von Harff) und blieb trotz Verletzung an der Front. Als im November 1916 sein Vater den Namen Korwin annahm, erhielt Körber vom Oberkommando den Namen Korwin und später Korwin-Körber.
Im Dezember 1916 ging Körber in Urlaub und stellte den Antrag auf Aufnahme in die Marinefliegerei-Offiziersschule, dem stattgegeben wurde mit Anrechnung seines bisherigen Studiums. Im Februar 1917 wurde er mit seinem Gymnasiumsfreund Pawel Jewgenjewitsch Depp in die Baku-Abteilung der Offiziersschule geschickt, die dann die Marinefliegerei-Offiziersschule Baku wurde. Er absolvierte die Pilotenausbildung und wurde nach bestandener Theorie- und Praxis-Prüfung im August 1917 Marinepilot im Rang eines Stabskapitäns. Er blieb dort als Ausbilder und wurde nach wenigen Wochen Vizechef des technischen Teils der Schule.
Die Oktoberrevolution hatte zunächst keinen Einfluss auf das Leben in Baku, da der Krieg gegen das Osmanische Reich auch nach dem Friedensvertrag von Brest-Litowsk andauerte und außerdem die Zentralkaspische Diktatur entstand. Als die Osmanische Armee auf Baku vorstieß, waren die Marinepiloten eine der wichtigsten Kampfgruppen bei der Verteidigung Bakus. Im Sommer 1918 kam aus Moskau eine Unterabteilung mit 13 Nieuport-Flugzeugen. Da die Piloten dieser Einheit den Aufgaben nicht gewachsen waren, wurden sie zurückgeschickt, und die Marinepiloten übernahmen die Flugzeuge, deren Kommandeur bald Körber wurde. Am 15. September 1918 kurz vor dem Fall Bakus wurden die Flugzeuge bis auf zwei verbrannt und die Piloten per Schiff evakuiert. Körber und Depp wollten mit den beiden Flugzeugen über das Kaspische Meer nach dem vom britischen Expeditionskorps unter Lionel Dunsterville beherrschten Krasnowodsk fliegen, wurden aber vom Armeekommando angewiesen, erst nach Port Petrowsk zu fliegen. Erst einige Tage später gelang der Flug nach Krasnowodsk, wo aber nur Körber ankam. Er wurde sofort verhaftet, weil er verdächtigt wurde, zu den bolschewistischen Kommissaren zu gehören, die aus Baku gekommen und erschossen worden waren. Glücklicherweise erkannte ihn jemand als Marinepilot der Offiziersschule Baku, so dass er in britische Dienste trat und im November 1918 mit dem britischen Expeditionskorps nach Baku zurückkehrte, wo sich seine Frau Julia Becker, Tochter des Chefmechanikers Leopold Becker der Baku-Abteilung der Reederei Kawkas i Merkuri aufhielt. Bis zum Sommer 1919 diente Körber in der britischen Flottille des Commodore David Norris.
Als im August 1919 die britische Flottille Port Petrowsk an die Streitkräfte Südrusslands unter Anton Iwanowitsch Denikin übergab, wurde Körber als Stabskapitän in die Streitkräfte Südrusslands übernommen. Da für ihn kein Flugzeug vorhanden war, wurde er nach Taganrog geschickt, um in der gerade eröffneten Reparaturwerkstatt im neuen Flugzeugwerk des Unternehmers Wladimir Alexandrowitsch Lebedew für sich eines der dortigen reparaturbedürftigen Flugzeuge wieder herzurichten. Allerdings wurde Taganrog im Januar 1920 von der Roten Armee eingenommen. Körbers hochschwangere Frau hatte einen komplizierten Beinbruch, so dass Körber die Stadt nicht verlassen konnte. Nach einigen Wochen in der Illegalität traf er glücklicherweise in der Stadt den roten Piloten Boris Grigorjewitsch Tschuchnowski, den er gut kannte und der für ihn bei General Semjon Michailowitsch Budjonny bürgte, so dass Körber einen von Budjonny unterschriebenen Schutzbrief erhielt. Als Ingenieur organisierte er in der Flugzeugreparaturwerkstatt die Reparatur der wenigen verbliebenen Royal Aircraft Factory S.E.5-Jagdflugzeuge mit 200-PS-Hispano-Suiza-Motoren. Das verstaatlichte Flugzeugwerk Lebedews war auf Anweisung der Moskauer Hauptverwaltung der Luftfahrtwerke Glawkoawia als Flugzeugwerk Lebed (Schwan) wieder eröffnet worden und erreichte bald seine volle Kapazität. Erfahrene Luftfahrtingenieure kamen nach Taganrog, insbesondere im Sommer 1920 die früheren Mitarbeiter Dmitri Pawlowitsch Grigorowitschs Nikolai Gustawowitsch Michelson und Michail Michailowitsch Schischmarjow, die 1921 die Produktion des britischen Bombers Airco DH.9A vorbereiteten. Diese Arbeit musste zwar eingestellt werden, aber dafür begannen sie für eine Glawkoawia-Ausschreibung die Entwicklung eines ersten russischen einsitzigen Wasserflugzeugs mit 200-PS-Hispano-Suiza-Motor der Jagdflugzeug-Klasse, das die Ausschreibung gewann.
Im März 1922 wurden Körber und Schischmarjow nach Moskau in die von Grigorowitsch geleitete Konstruktionsabteilung der Glawkoawia geholt. Dort entwickelten sie trotz mangelnden Personals teilweise in Grigorowitschs Wohnung wegen unzureichender Räumlichkeiten Flugboote entsprechend wechselnden Zielsetzungen. Im Mai 1923 wurde die Grigorowisch-Gruppe in das Moskauer Flugzeugwerk Nr. 1 Dux versetzt, um das Polikarpow R-1-Projekt zu Ende zu führen. Gleichzeitig wurden mit Körbers Beteiligung die Grigorowitsch I-1 und die Grigorowitsch I-2 projektiert.
Ende 1924 wurde auf Grigorowitschs Initiative im Flugzeugwerk Roter Flieger in Leningrad die Abteilung für Experimentalwasserflugzeugbau (OMOS) eingerichtet, in die Grigorowitsch mit einigen Mitarbeitern wechselte. Körber kam erst ein Jahr später dorthin, nachdem er die Arbeiten in Moskau abgeschlossen hatte. Da durch die Überschwemmungskatastrophe 1924 die Anlagen, Vorräte und Flugzeuge zerstört worden waren, musste zunächst Aufbauarbeit geleistet werden. Körber war an allen Entwicklungen Grigorowitschs beteiligt.
Körber fand die Möglichkeit, unabhängig von Grigorowitsch zu arbeiten. Er begann zusammen mit dem OMOS-Konstrukteur Andrei Nikolajewitsch Sedelnikow entsprechend einem Vorschlag Tschuchnowskis die Entwicklung eines Kleinflugzeugs mit extrem geringer Landegeschwindigkeit für die Luftfahrt in der Arktis, das von einem Schiff auf das Eis abgesetzt und auf kleiner Fläche gestartet werden konnte. Das Flugzeug wurde gebaut und flog gut, fand aber kein Interesse. Körber baute nun ein entsprechendes Amphibienflugzeug. Vorbild war die Dornier Libelle. Kurz vor Abschluss des Projekts wurde Körber im Herbst 1927 für einige Monate für Flugerprobungen nach Sewastopol geschickt. In dieser Zeit löste sich nach Konflikten aufgrund wechselnder Anforderungen der Auftraggeber und Materialbeschaffungsproblemen das OMOS auf, indem Grigorowitsch mit Wadim Borissowitsch Schawrow und weiteren Mitarbeitern nach Moskau zurückkehrte und die Experimentalabteilung OPO-3 leitete. Schawrow stellte Körbers Amphibienflugzeugprojekt, das von Tschuchnowski weiter unterstützt wurde, in Moskau der Gesellschaft zur Förderung der Verteidigung, des Flugwesens und der Chemie vor, die das Projekt unterstützte, und erlangte die Mittel für den Bau eines Prototyps. Im Frühjahr 1928 kehrte Körber aus Sewastopol zurück und blieb wegen eines Konflikts mit Grigorowitsch in Leningrad. Auf Drängen Körbers kam Schawrow nach Leningrad zurück, worauf sie zusammen mit dem Mechaniker N. N. Funtikow aus dem Roter-Flieger-Werk im Sommer 1928 in Körbers Gemeinschaftswohnung im 3. Stock und auf dem Hof das Amphibienflugzeug bauten. Im Juni 1928 stellte Körber auf dem Kongress der internationalen Gesellschaft Aeroarctica in Gegenwart Fridtjof Nansens sein Projekt vor, das dann befürwortet wurde.
Im Sommer 1928 fand in Moskau der Schachty-Prozess statt, in dem der Artikel 58 des Strafgesetzbuches der RSFSR die zentrale Rolle spielte. Am 31. August 1928 wurde Grigorowitsch verhaftet. Am 5. November wurde Körber in Leningrad verhaftet und nach 7 Stunden Verhör nach Moskau in die Lubjanka gebracht, wo sein Fall mit dem Fall Grigorowitsch und Mitarbeiter verbunden wurde. (Körbers Projekt wurde von Schawrow allein abgeschlossen, und das resultierende Amphibienflugzeug Sch-2 mit einem stärkeren Motor wurde jahrelang in Serie produziert.) In dem langwierigen Gerichtsprozess wurde die teilweise mangelhafte Qualität der von OMOS entwickelten Flugzeuge, die eigentlich auf die vielfältigen Entwicklungsarbeitsprobleme zurückzuführen waren, auf Sabotage zurückgeführt, was dann von Jakow Iwanowitsch Sedow-Serow, Schawrow und weiteren Zeugen bestätigt wurde. Am 29. September 1929 wurden alle Angeklagten zu unterschiedlichen Arbeitslager-Strafen verurteilt. Die Verurteilten wurden in die Butyrka gebracht, in der sich bereits viele Flugzeugspezialisten befanden: Nikolai Nikolajewitsch Polikarpow, W. A. Tissow, B. N. Tarassowitsch, Alexander Wassiljewitsch Nadaschkewitsch, I. M. Kostkin, J. I. Majoranow, P. M. Kreisson, Nikolai Gustawowitsch Michelson, W. D. Jarowizki, G. J. Tschupilko, S. N. Schischkin u. a. Am 31. Oktober erklärte ihnen in der ehemaligen Gefängniskirche der Vizechef der Luftstreitkräfte der Sowjetunion (WWS), Jakow Iwanowitsch Alksnis, dass sie sich nur rehabilitieren könnten, wenn sie in kürzester Zeit ein allen westlichen Modellen überlegenes Jagdflugzeug entwickelten. Die Gruppe begann als Experimental-Konstruktionsbüro (OKB) in der Gefängniskirche zu arbeiten und wurde im Januar 1930 in das zum Gefängnis umgebaute Moskauer Menschinski-Flugzeugwerk Nr. 39 verlegt, das damit als Zentrales Konstruktionsbüro ZKB-39 der OGPU die erste Flugzeug-Scharaschka wurde. Dort leitete Körber die Produktion der Jagdflugzeug-Prototypen. Bereits am 28. April 1930 wurde auf dem Zentralflugplatz auf dem Werksgelände der erste Prototyp WT-11 erprobt. Das Flugzeug wurde von einer Kommission akzeptiert, als Polikarpow I-5 in die Serienproduktion aufgenommen und von der Roten Armee bis zum Deutsch-Sowjetischen Krieg benutzt. Nach diesem Erfolg wurden weitere Aufträge erteilt, worauf die Grigorowitsch I-Z, Grigorowitsch TB-5 und TSch-B entstanden. Für ihre Arbeit wurden die meisten Konstrukteure und Ingenieure belohnt, und viele wurden vorzeitig entlassen mit Löschung ihres Strafregisters. Körber wurde am 30. April 1931 freigelassen und arbeitete weiter als Angestellter im ZKB-39.
Während Körber im ZKB-39 der OGPU gearbeitet hatte, organisierte Israil Moissejewitsch Leplewski von der OGPU den sogenannten Frühling-Prozess gegen Offiziere der Roten Armee, die vorher in der Kaiserlich Russischen Armee und vor allem in den Garderegimentern gedient hatten, sowie auch weiße Offiziere. Im August 1930 wurden 27 Offiziere aus Körbers Leibgarde-Jägerregiment verhaftet und erschossen. Allein in Leningrad wurden im Mai 1931 mehr als 1000 Personen erschossen.
Am 27. September 1931 wurde Körber auf Beschluss des Allrussischen Luftfahrtverbunds (WAO) zunächst Assistent des technischen Direktors und dann Chefingenieur des Werks Nr. 16 in Woronesch. Dort sollten Wasserflugzeuge produziert werden. Als die ersten Flugzeuge montiert waren, wurde das Werk umorganisiert für die Produktion von zunächst Fluginstrumenten und dann Motoren.
Auf einer Dienstreise nach Moskau traf Körber unerwartet Tschuchnowski und den Arktis-Piloten Michail Sergejewitsch Babuschkin. Sie informierten ihn über das neuartige von Robert Ljudwigowitsch Bartini entworfene Wasserflugzeug Bartini DAR und suchten jemanden, der es bauen könnte. Körber übernahm sofort diese Aufgabe, und Tschuchnowski sorgte für Körbers Versetzung nach Leningrad und eine Wohnung im neuen Haus der Spezialisten. 1934 kam Körber zurück nach Leningrad. Bartinis Flugzeug war so ungewöhnlich, dass der Prototyp nicht im Flugzeugwerk, sondern in der Werft der ehemaligen Admiralität gebaut wurde. Neue Technologien mussten entwickelt werden, und erstmals musste rostfreier Stahl geschweißt werden. Nach den erfolgreichen Probeflügen des neuen Flugzeugs wurde Körber Vizechef des OKB Tschetwerikow in Sewastopol. Hier war Körber am Bau des Marine-Aufklärungsflugzeugs MDR-6 (Tsche-2) beteiligt, das zu Beginn des Deutsch-Sowjetischen Kriegs an den Bombenangriffen von der Insel Ösel nach Berlin beteiligt gewesen sein soll.
Während des Großen Terrors wurde Körber die Leitung der Konstruktionsabteilung des Leningrader Werks 23 (bisher Werk Roter Flieger) des Volkskommissariats für Luftfahrtindustrie übertragen. Der bisherige Leiter war sein alter Freund Michelson, der kurz zuvor wieder verhaftet worden war und anschließend als Volksfeind erschossen wurde. Körber führte Michelsons Amphibienflugzeug-Projekte fort, die dann aber als Projekte eines Volksfeindes gestoppt wurden. Ebenso konnte Körber nicht Michelsons leichten Torpedobomber MP fertigstellen, der mit Torpedo zu schwer zum Starten war und von einem TB-3-Bomber zum Angriffsort geschleppt werden sollte, um dann selbständig zurückzukehren. Körber war dann an der Polikarpow Po-2 und der Lawotschkin LaGG-3 beteiligt.
Nach Beginn des Deutsch-Sowjetischen Kriegs wurde das Werk 23 nach Nowosibirsk evakuiert und dem riesigen Tschkalow-Werk angeschlossen. Körber blieb im blockierten Leningrad und beteiligte sich an der Einrichtung der Rembasa Nr. 1, in der trotz der Bombenangriffe aus den verbliebenen Bauteilen 73 Lawotschkin LaGG-3s montiert und die an der Front beschädigten Flugzeuge laufend repariert werden konnten. Im November 1941 organisierte er im Max-Hoelz-Feinmaschinenbauwerk die Produktion der Raketen für die Katjuschas. Im August 1942 wurde er zur Roten Armee eingezogen und bildete als Leutnant der Sonderabteilung des NKWD für die Rote Baltische Flotte (KBF) in der Leningrader Aufklärer-Schule Aufklärer aus und diente als Übersetzer. Einige Male musste er an Aufklärungsoperationen hinter der Front teilnehmen. Sein Name war jetzt nur noch Korwin. Im Sommer 1944 wurde er demobilisiert und als Produktionschef in das Luftfahrtwerk Nr. 273 geschickt, wo der Wiederaufbau anstand. Am 7. Mai 1945 wurde er als wissenschaftlicher Mitarbeiter in das Laboratorium für Aerodynamik des Leningrader Polytechnischen Instituts versetzt.
Am 5. August 1946 wurde Körber Chefingenieur des Leningrader Luftfahrtwerks Nr. 458, in dem er wieder mit Tschetwerikow zusammenarbeitete und mit ihm das Amphibienflugzeug TA-1 schuf. 1949 wurde das Projekt unerwartet beendet und das Konstruktionsbüro aufgelöst. Körber wurde in sein Heimatwerk Nr. 272 (ehemals Werk 23) versetzt und beteiligte sich an der Produktion des Hubschraubers Jakowlew Jak-24. Konstruktionsarbeiten führte er nicht mehr aus. Als das Werk auf Raketentechnik umgestellt wurde, musste Körber 1962 in Pension gehen.

## Ehrungen, Preise
- Sankt-Stanislaus-Orden III. Klasse mit Schwertern und Schleife (1916)
- Russischer Orden der Heiligen Anna IV. Klasse mit der Inschrift „Für Tapferkeit“ (1917)
- Medaille „Für die Verteidigung Leningrads“
- Medaille „Sieg über Deutschland“